# Глєбова Жанна Іванівна
Жанна Іванівна Глібова (Глєбова) (нар.. 19 грудня 1950 року — радянська співачка (сопрано), актриса оперети, театру і кіно, Заслужена артистка Латвійської РСР (1976).

## Походження та навчання
Народилася в Донецьку (Сталіно) в Українській РСР. Навчалася у Київській консерваторії. Потім працювала в київському Академічному театрі драми імені Франка.
Вийшла заміж за Юхима Хромова. Переїхала з чоловіком до Риги.

## Початок творчої кар'єри
У 1981 році знялася в головній ролі в кінофільмі «Сільва», поставленому за оперетою Імре Кальмана режисером Яном Фрідом.
Жанна Глібова була провідною солісткою Ризького театру оперети. Зіграла головні ролі у виставах «Сестра Керрі», «Тоді в Севільї», «Людина з Ламанчі», «Моя прекрасна леді».

## Еміграція до Ізраїлю
У 1990 році переїхала з Риги до Реховота в Ізраїлі.

## Творчість

### Ролі в театрі

#### Ризький театр оперети
- «Витівки Хануми» Гія Канчелі — Сона
- 1976 — «Сільва» Імре Кальмана — Сільва Вареску, співачка вар'єте «Орфеум»
- 1976 — «Тоді в Севільї» С.Альошина — Дон Жуан

### Фільмографія
- 1978 — Відкрита країна
- 1979 — За скляними дверима — Аусма
- 1981 — Сільва — Сільва